# Miguel Urano
Miguel Urano (em grego medieval: Μιχαήλ Οὐρανός; romaniz.: Michaél Ouranós; em latim: Michael Uranus) foi um oficial bizantino do século X, ativo durante o reinado do imperador Basílio II (r. 976–1025).

## Vida

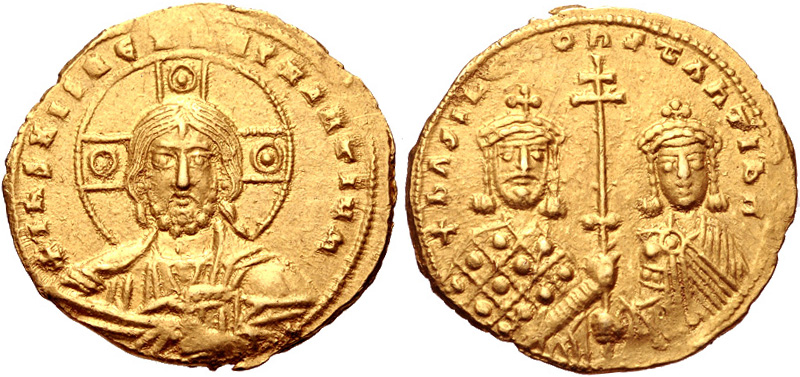
Histameno de e

Miguel era irmão de Nicéforo Urano. É citado pela primeira vez sem um nome na epístola 36 de seu irmão a Manuel. Essa carta é datada de depois de 996, pois nela Nicéforo se queixa sobre os horrores da guerra e ele ocupa posições militares após essa data. Nela também se menciona que Miguel estava em Náuplia e confiou sua fortuna a certas pessoas, presumivelmente usurários, e perdeu quase tudo. Por conta disso, amigos, inimigos e criados voltaram-se contra ele e Nicéforo solicitou a Manuel que restituísse a posse de seu irmão e punisse os culpados.
Miguel foi destinatário da epístola 37 de Nicéforo na qual se alute às perdas financeiras de Miguel, sem, porém, indicar com exatidão o ocorrido. Ele é mencionado na epístola 39 dirigida ao metropolita Simeão de Euceta e o cartofílax João na qual se menciona que Miguel e Nicéforo acompanharam Basílio II (r. 976–1025) numa campanha.